# Trinchesiidae
Famille
Synonymes
- famille Cuthonidae Odhner, 1934[1]
- famille Tergipedidae Bergh, 1889 (préféré par BioLib)[1]
- famille Trinchesiidae Nordsieck, 1972[1]
- sous-famille Cuthonellinae M. C. Miller, 1977[1]

Les Trinchesiidae sont une famille de mollusques gastéropodes de l'ordre des nudibranches.

## Liste des genres
Selon World Register of Marine Species (28 septembre 2021) :
- genre Catriona Winckworth, 1941 -- 15 espèces
- genre Diaphoreolis Iredale & O'Donoghue, 1923 -- 3 espèces
- genre Phestilla Bergh, 1874 -- 11 espèces
- genre Rubramoena Cella, Carmona, Ekimova, Chichvarkhin, Schepetov & Gosliner, 2016 -- 2 espèces
- genre Selva Edmunds, 1964 -- 1 espèce
- genre Tenellia A. Costa, 1866 -- 3 espèces
- genre Trinchesia Ihering, 1879 -- 42 espèces
- genre Zelentia Korshunova, Martynov & Picton, 2017 -- 6 espèces

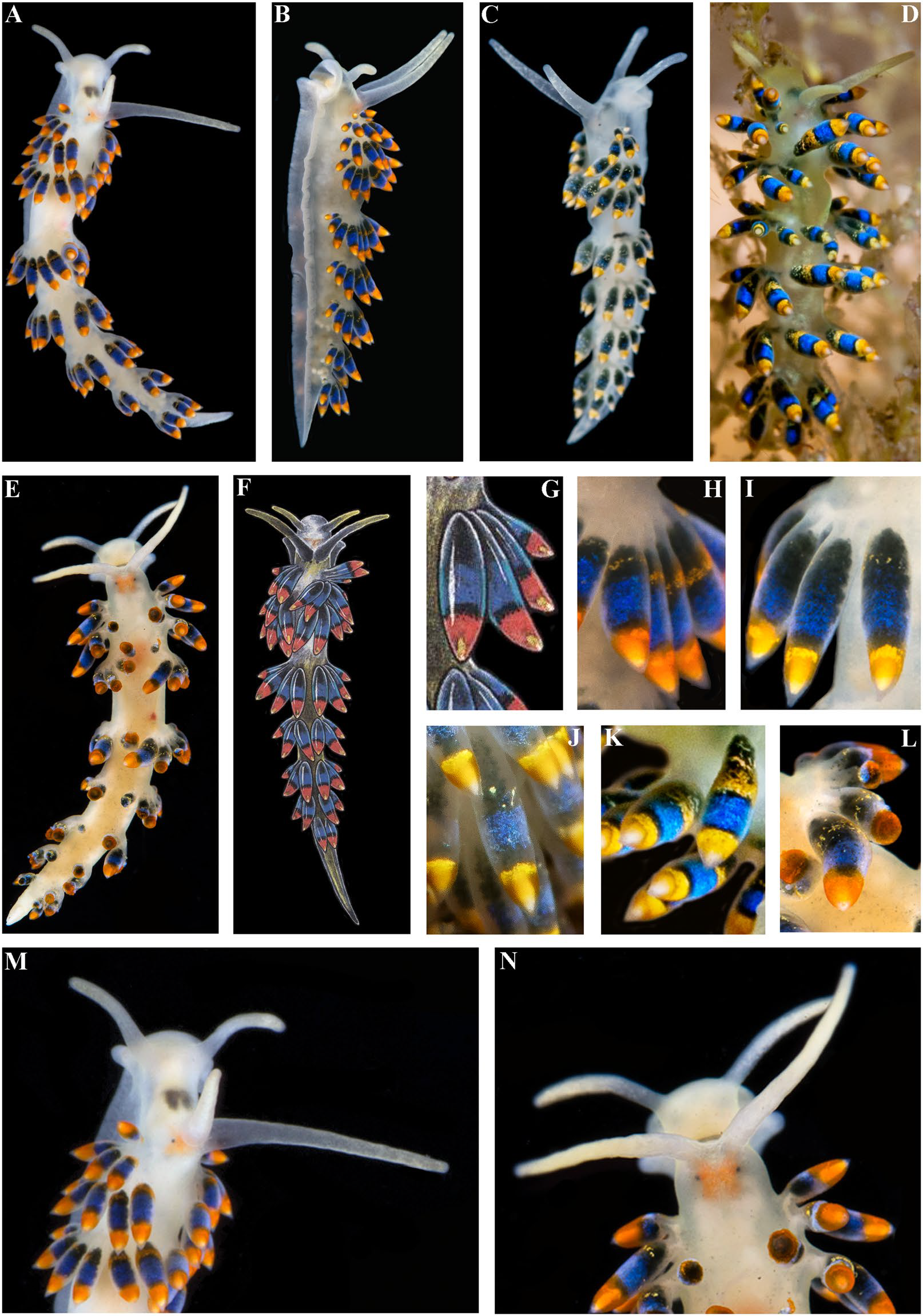
Détails anatomiques de Trinchesia cuanensis.

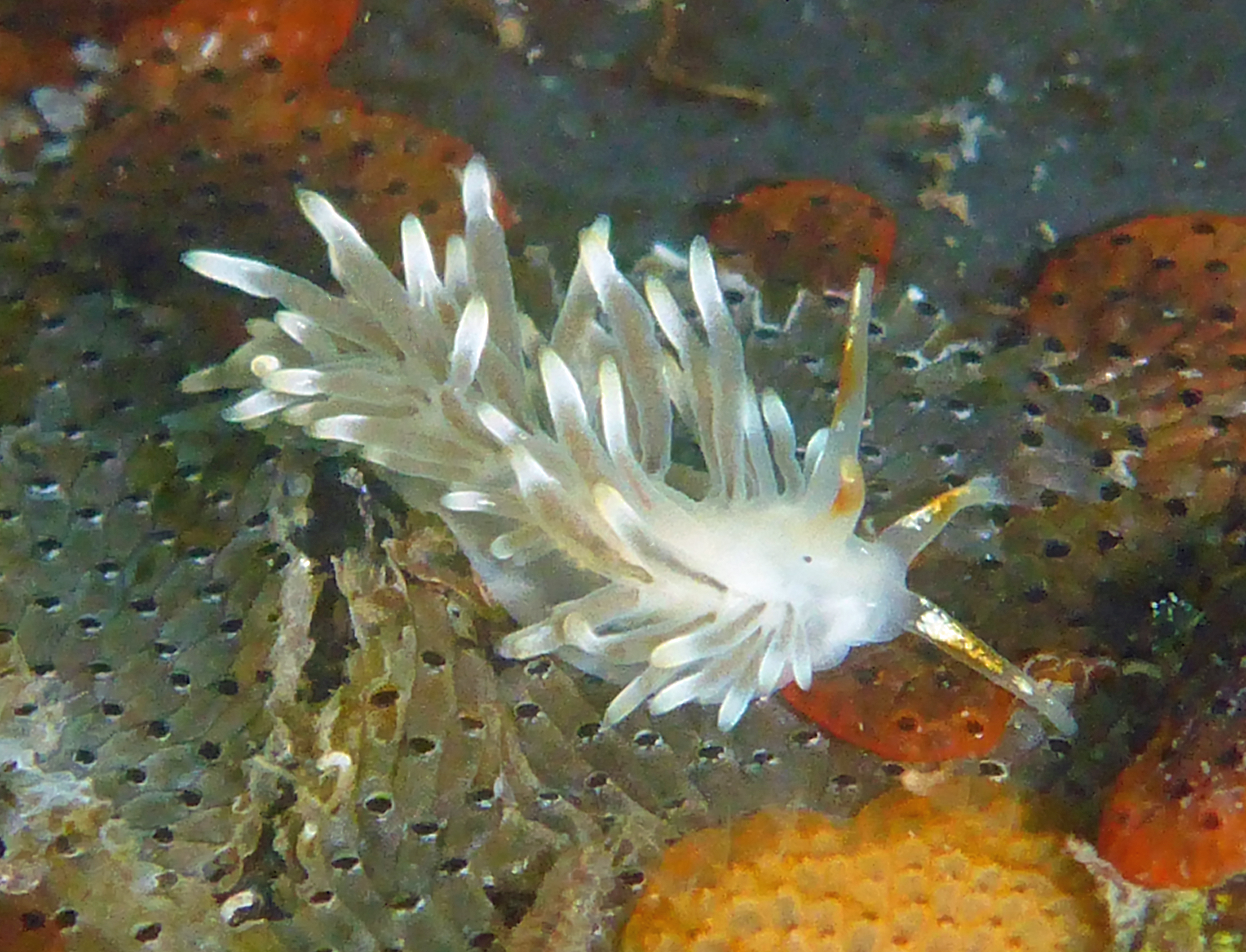
Catriona rickettsi.
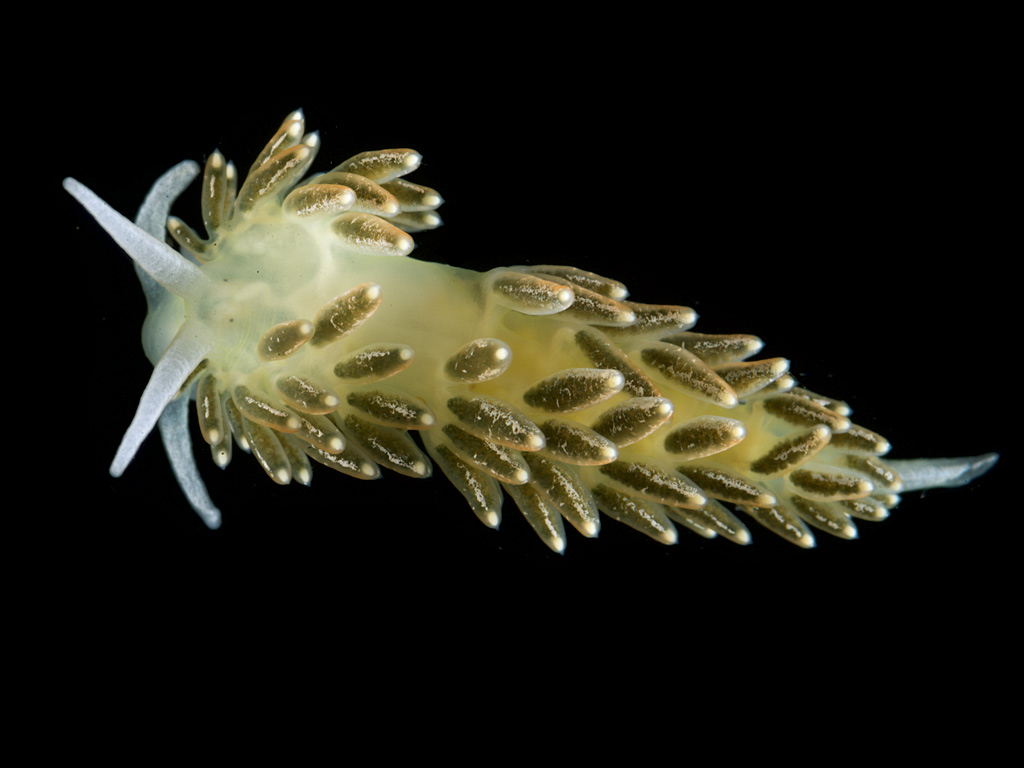
Diaphoreolis viridis.
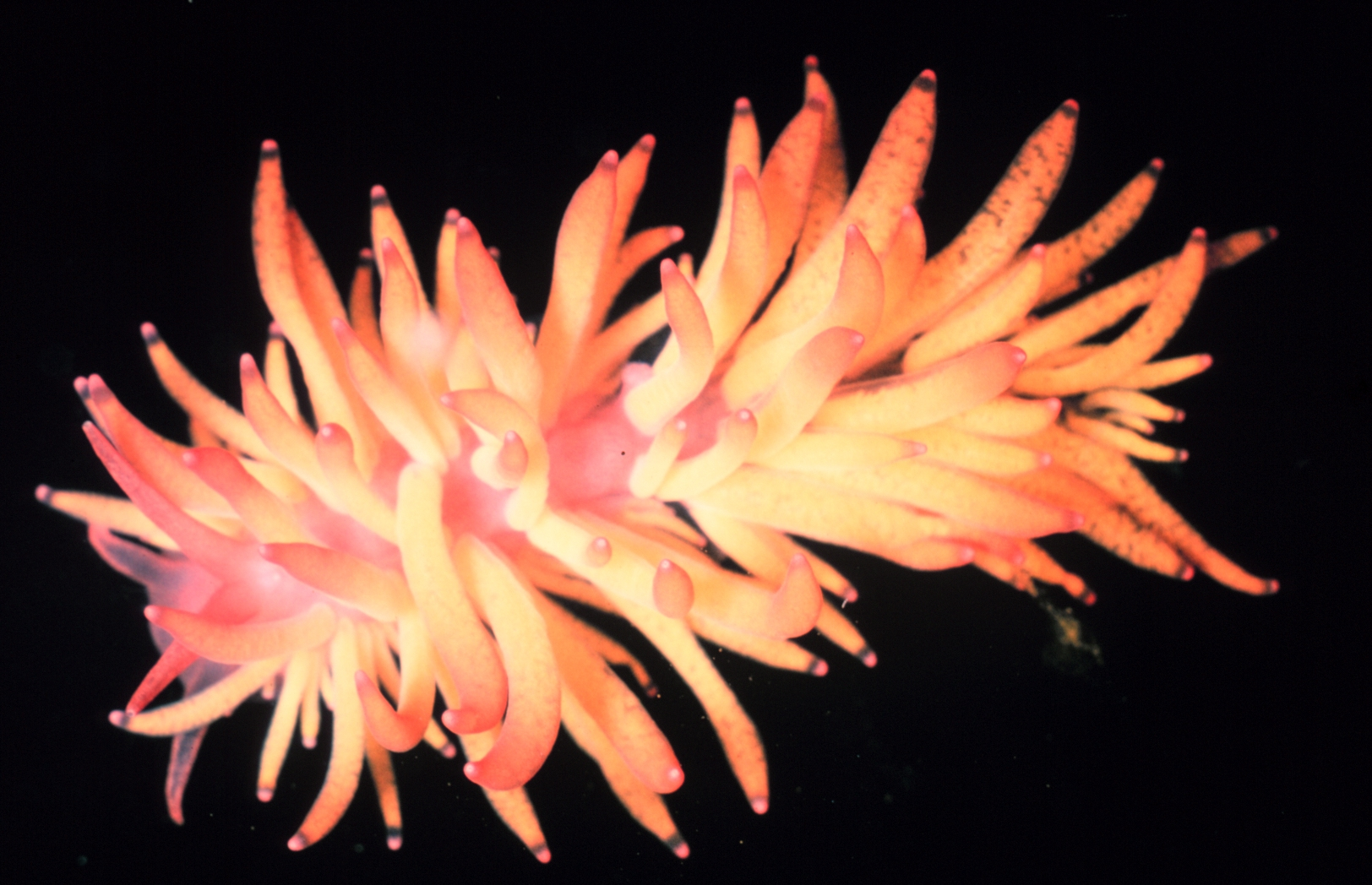
Phestilla melanobrachia.
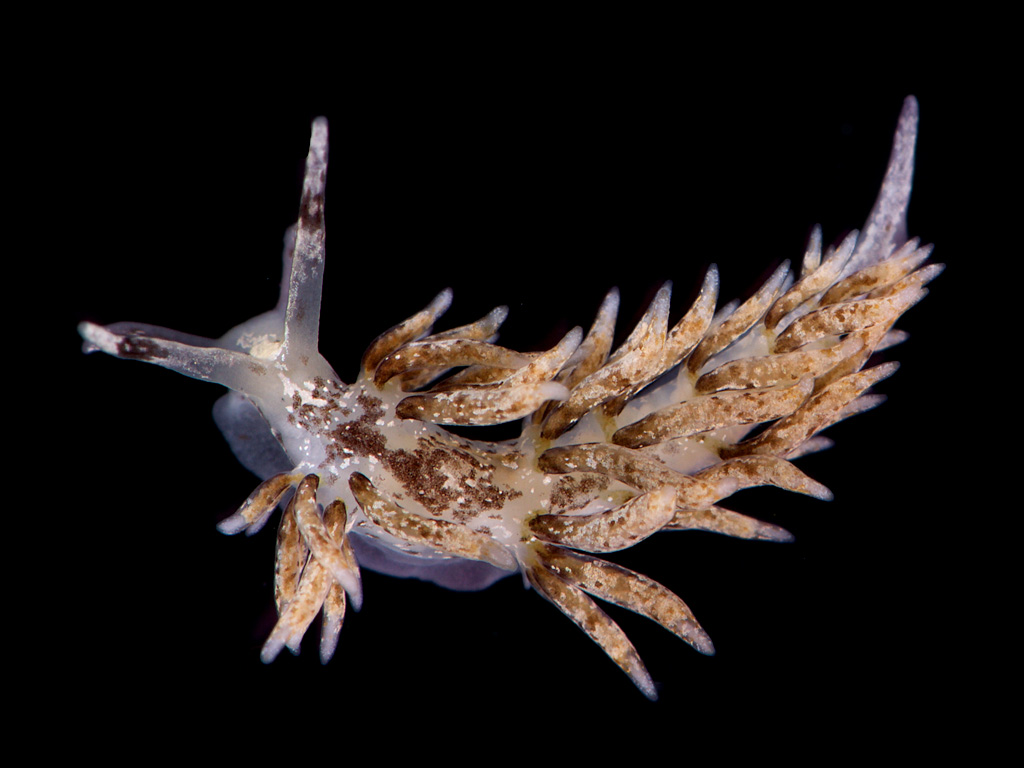
Rubramoena amoena.
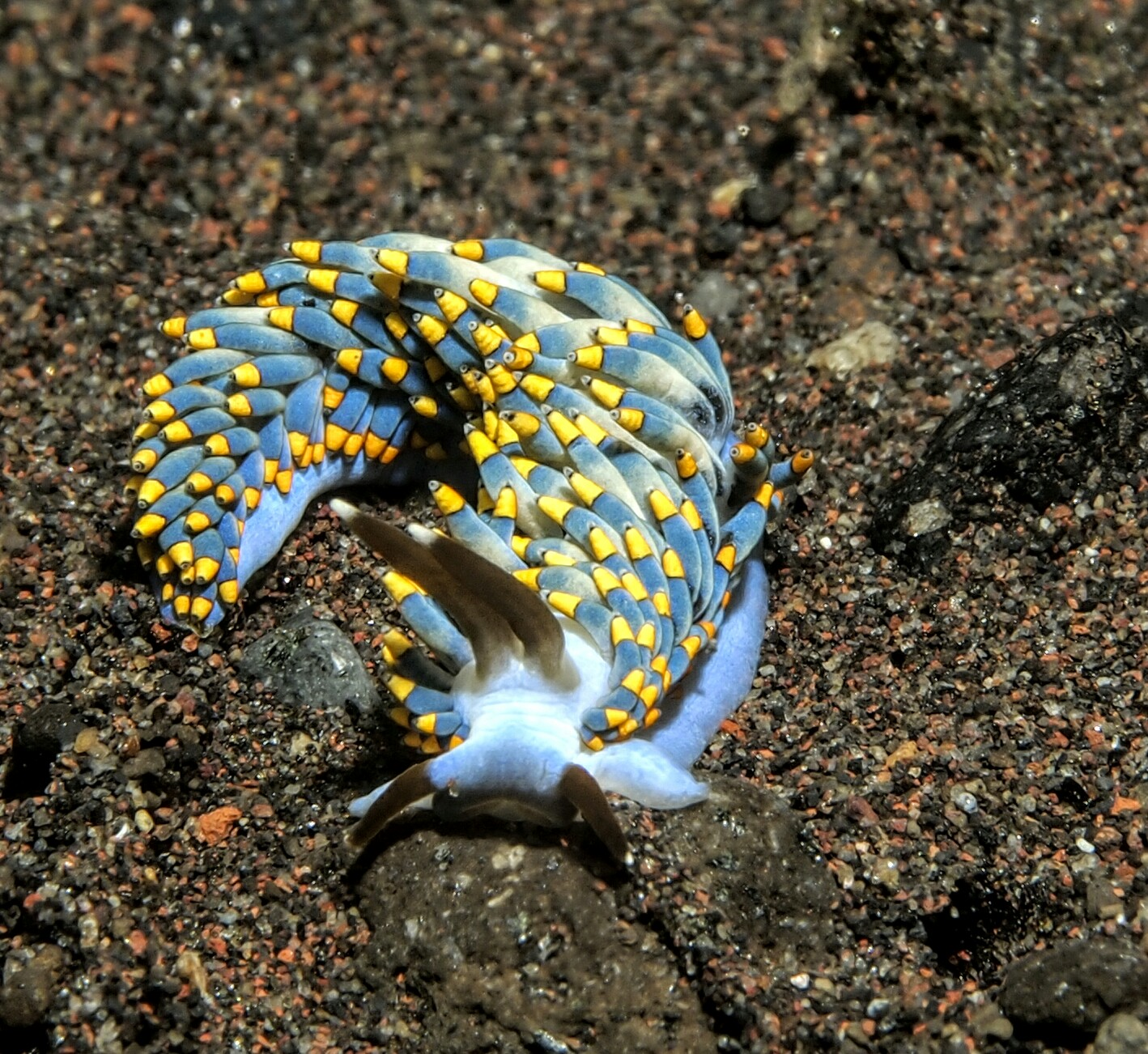
Trinchesia yamasui.
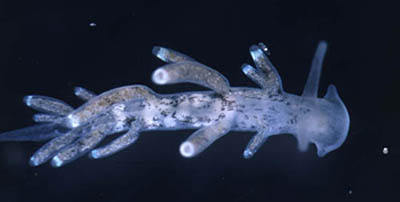
Tenellia adspersa.